# Ioamnet Quinterová
Ioamnet Quintero Alvarez (* 8. září 1972, Havana) je bývalá kubánská atletka, mistryně světa a bronzová olympijská medailistka ve skoku do výšky.
V roce 1990 skončila na juniorském mistrovství světa v bulharském Plovdivu na čtvrtém místě. O rok později uspěla na Panamerickém mistrovství juniorů v Kingstonu a na Panamerických hrách v Havaně. Na obou šampionátech získala zlatou medaili. V roce 1992 vybojovala na letních olympijských hrách v Barceloně bronzovou medaili. Ve finále překonala napodruhé 197 cm. Rovné dva metry skočila a stříbro získala Galina Astafeiová z Rumunska a olympijskou vítězkou se stala Němka Heike Henkelová, která překonala 202 cm.
Na halovém MS 1993 v Torontu skončila na šestém místě. Ve stejném roce se stala ve Stuttgartu mistryní světa, když ve finále skočila 199 cm. Stříbro zde tehdy získala další kubánská výškařka Silvia Costaová. V roce 1995 neprošla na halovém MS v Barceloně a na světovém šampionátu v Göteborgu sítem kvalifikace. Úspěch zaznamenala na Panamerických hrách 1995 v argentinském městě Mar del Plata, kde obhájila zlatou medaili z předchozích her. Reprezentovala také na letních olympijských hrách v Atlantě 1996 a na olympiádě v Sydney 2000. V obou případech však neprošla kvalifikací.

## Osobní rekordy
- hala – 201 cm – 5. března 1993, Berlín
- venku – 200 cm – 7. srpna 1993, Monako